# Peronospora
Пероноспора (Peronospora) — рід патогенних ооміцетів родини Peronosporaceae. Назва вперше опублікована 1837 року.

## Опис
Види пероноспора є облігатними патогенами рослин багатьох евдікотів.  Більшість видів цієї групи викликають хворобу пероноспорозу, яка може завдати серйозної шкоди багатьом різним культурним культурам, а також диким та декоративним рослинам.  Існує 19 родів, які утворюють пероноспорозу, і пероноспора була поміщена поряд з псевдопероноспорою в групу пероноспорозу з кольоровими конідіями.  Пероноспора набагато більше видів, ніж будь-який інший рід пероноспорозу.  Однак багато видів було перенесено з цього роду після перекласифікації в інші або нові роди.  Серед них був найвідоміший вид Peronospora, раніше відомий як Peronospora parasitica, а тепер відомий як Hyaloperonospora parasitica.  Зараз найбільш відомим видом Peronospora є, ймовірно, Peronospora tabacina.  Peronospora tabacina викликає на рослинах тютюну синю цвіль і може суттєво зменшити врожайність цієї економічно важливої культури до такої міри, що її було класифіковано як біозброю.  

## Галерея

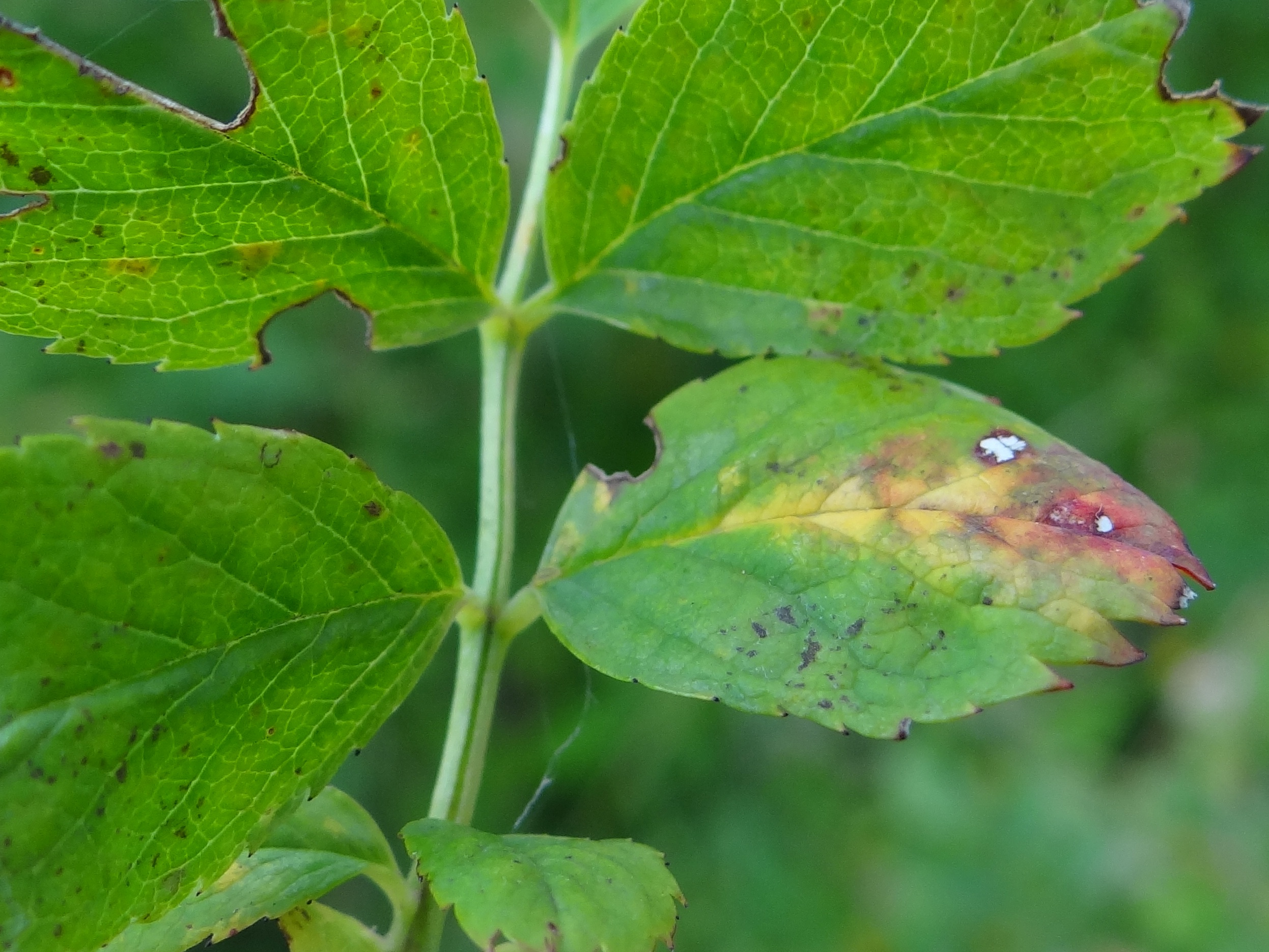
Peronospora sparsa
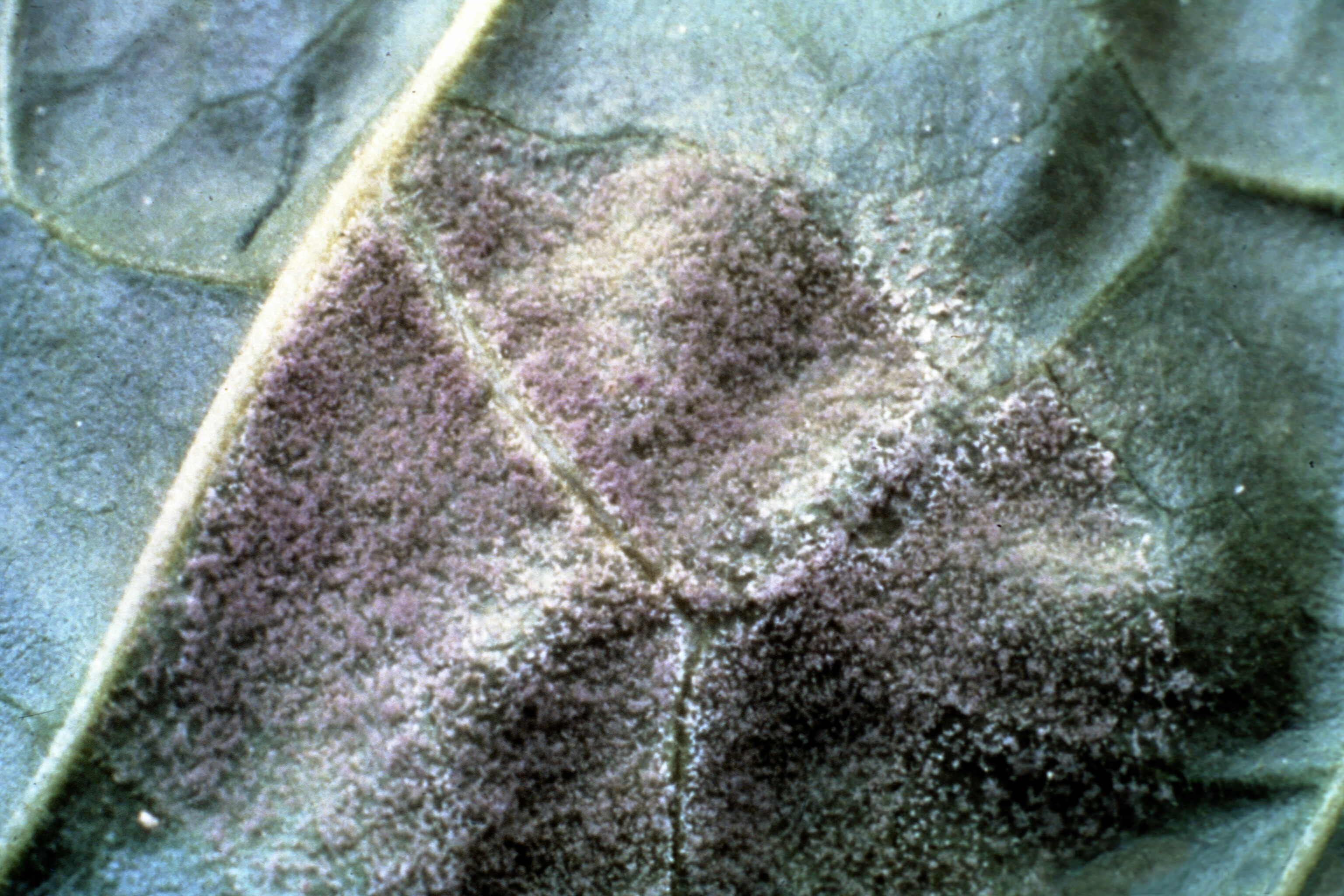
Peronospora hyoscyami
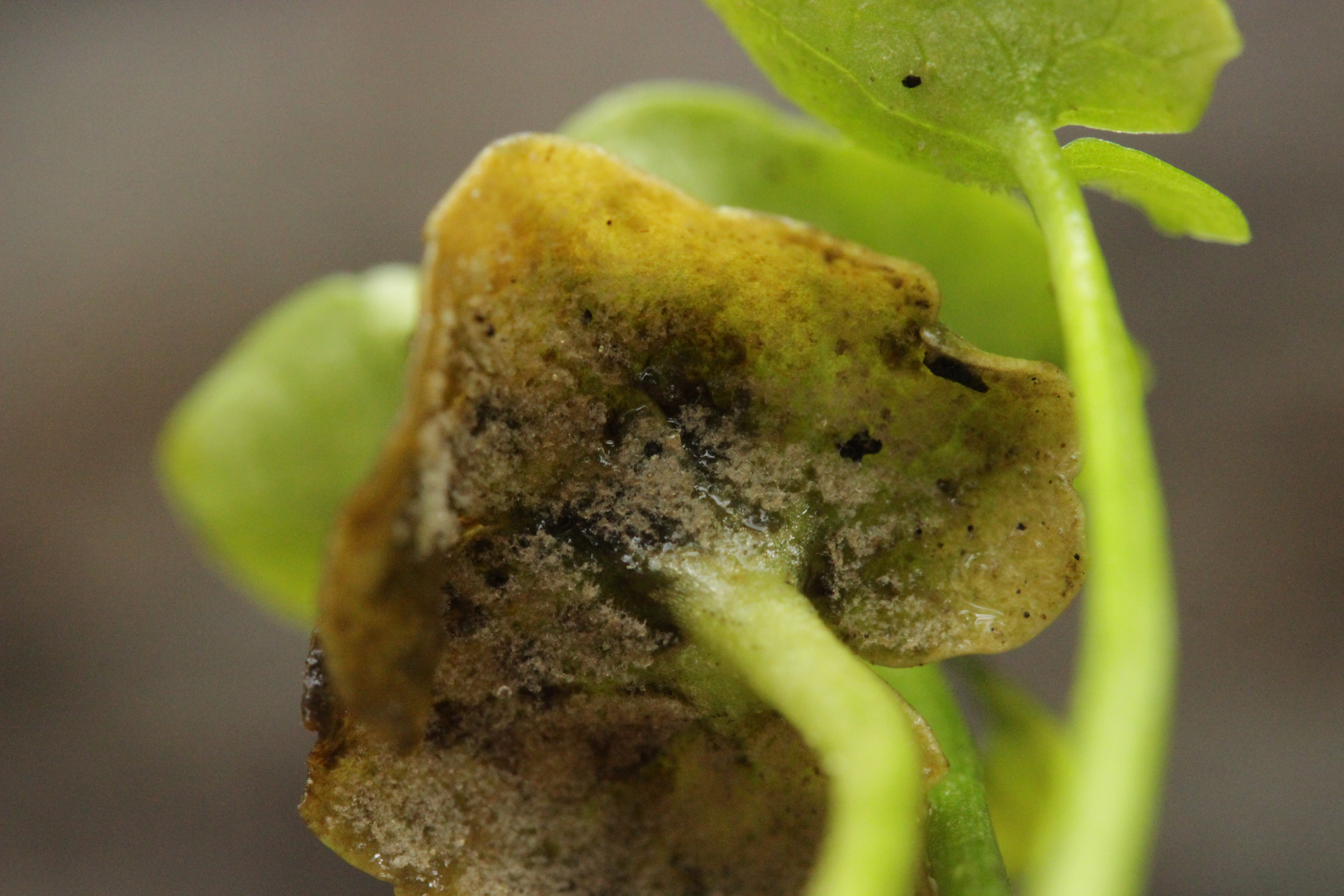
Peronospora ficariae